# Nuevo Orden Mundial de la Información y Comunicación

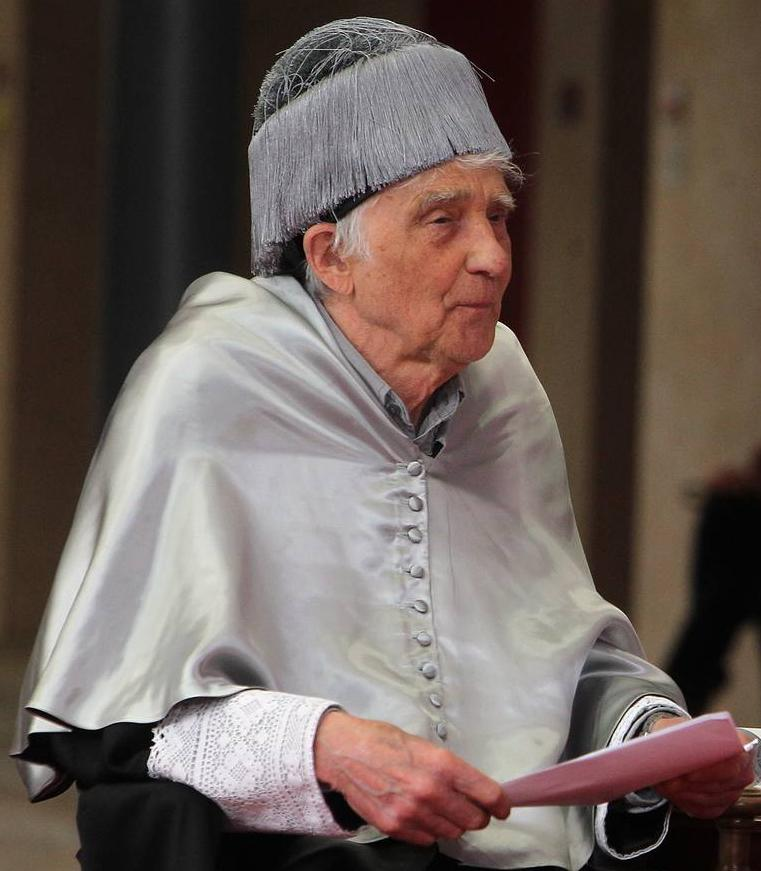
Armand Mattelart

El Nuevo Orden Mundial de la Información y Comunicación fue un proyecto internacional de reorganización de los flujos globales de información a través de distintas acciones de gobierno y del tercer sector.

## Origen y desarrollo
La iniciativa fue lanzada a comienzos de la década de 1970, como una necesidad por parte de los denominados países en vías de desarrollo e impulsada por el Movimiento de Países No Alineados. 
La información y la comunicación se convirtieron desde el inicio de los procesos de descolonización al comienzo de la Guerra Fría, en una herramienta de dominación, integrada dentro del denominado Imperialismo cultural o como lo definió Johan Galtung, imperialismo comunicacional.La idea del desarrollo del Nuevo Orden Mundial de la Información y Comunicación surge así, desde la teoría de que las relaciones entre Estados, durante un período crítico de la Guerra Fría, debían basarse en la igualdad de derechos, la independencia y el libre desarrollo de los pueblos.
El objetivo final era que los países en vías de desarrollo debían pasar de ser receptores de los flujos de información generados por terceros Estados a ser productores y distribuidores de autónomos de información, dejando que cada sociedad regule el control de los flujos de información de acuerdo a su derecho. 

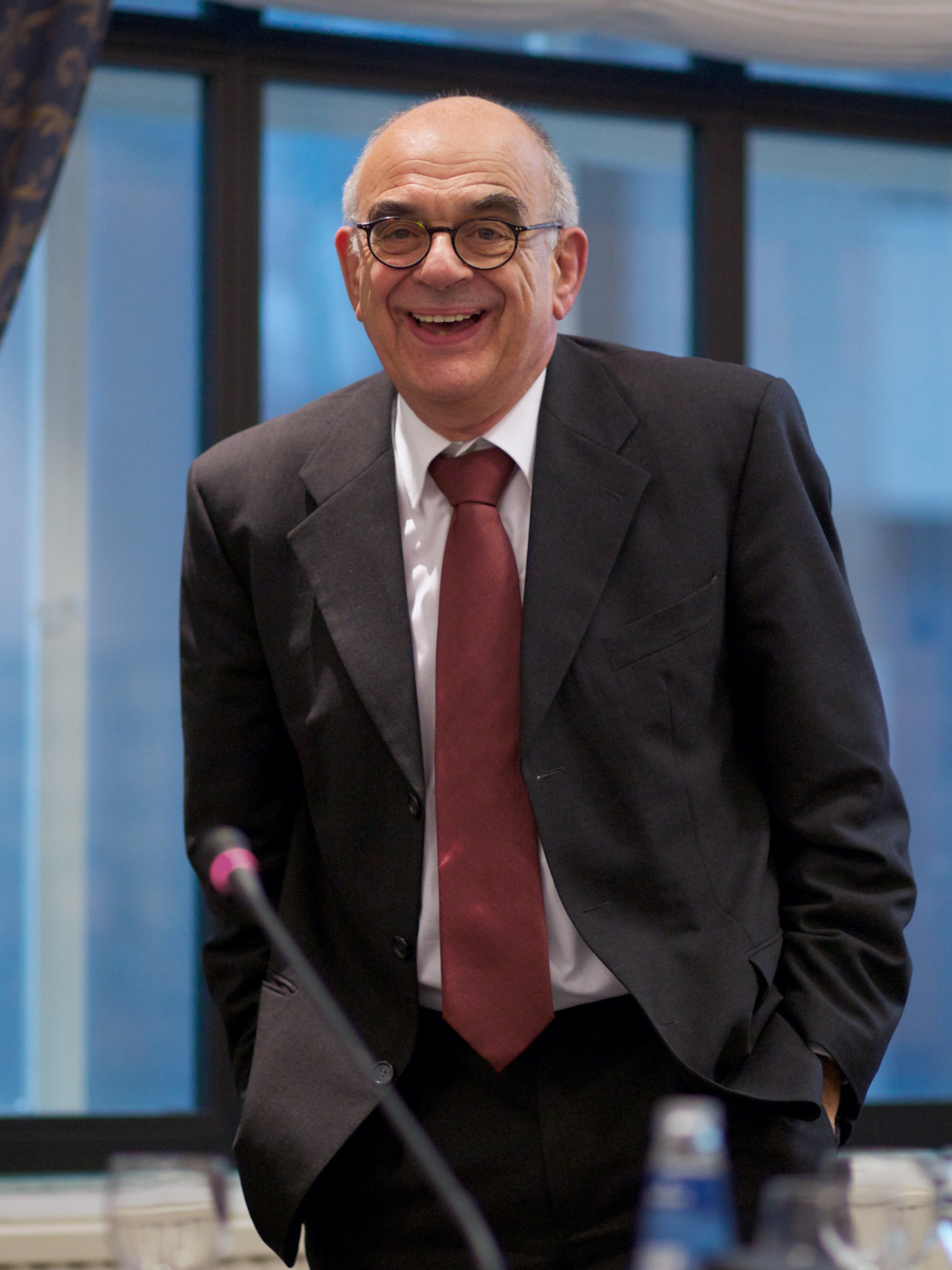
Jan Pronk

Presentada en la VI Sesión extraordinaria de la Asamblea General de las Naciones Unidas en 1974, esta iniciativa fue apoyada por la Organización de las Naciones Unidas, encontrando en la Unesco el principal foro a través del que canalizar sus reivindicaciones. En 1980, una comisión de la Unesco estudió los problemas de la Comunicación en el mundo y produjo un documento — el Informe MacBride — que proponía redistribuir y equilibrar los flujos de información entre países ricos y subdesarrollados.  
A partir de marzo de 1976, en la V Conferencia de los Países No Alineados comienza a denominarse a esta inicitiva como Nuevo Orden Mundial de la Información y Comunicación, aunque progresivamente se iría imponiendo la denominación de NOMIC. 

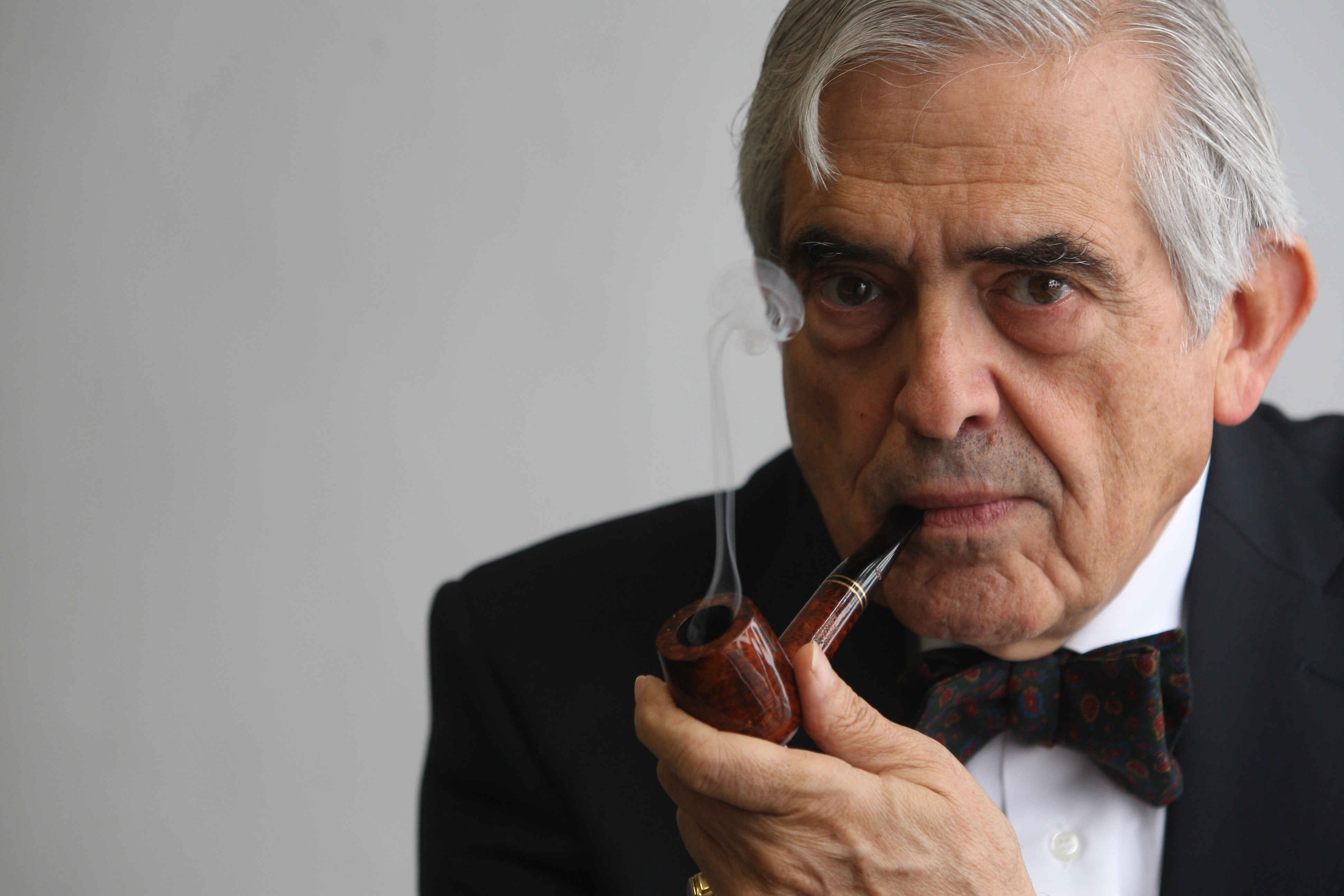
Esteban López-Escobar

A finales de la década de los 60 y principios de los 70, cuatro agencias de noticias occidentales difundían alrededor del 80% de las noticias que circulaban a diario por todo el mundo, por lo que en un contexto de monopolio, la Organización de Países No Alineados impulsó la creación, liderada por Yugoslavia de un pool de agencias de noticias (Non-Aligned News Agency Pool, NANAP por sus siglas en inglés). 

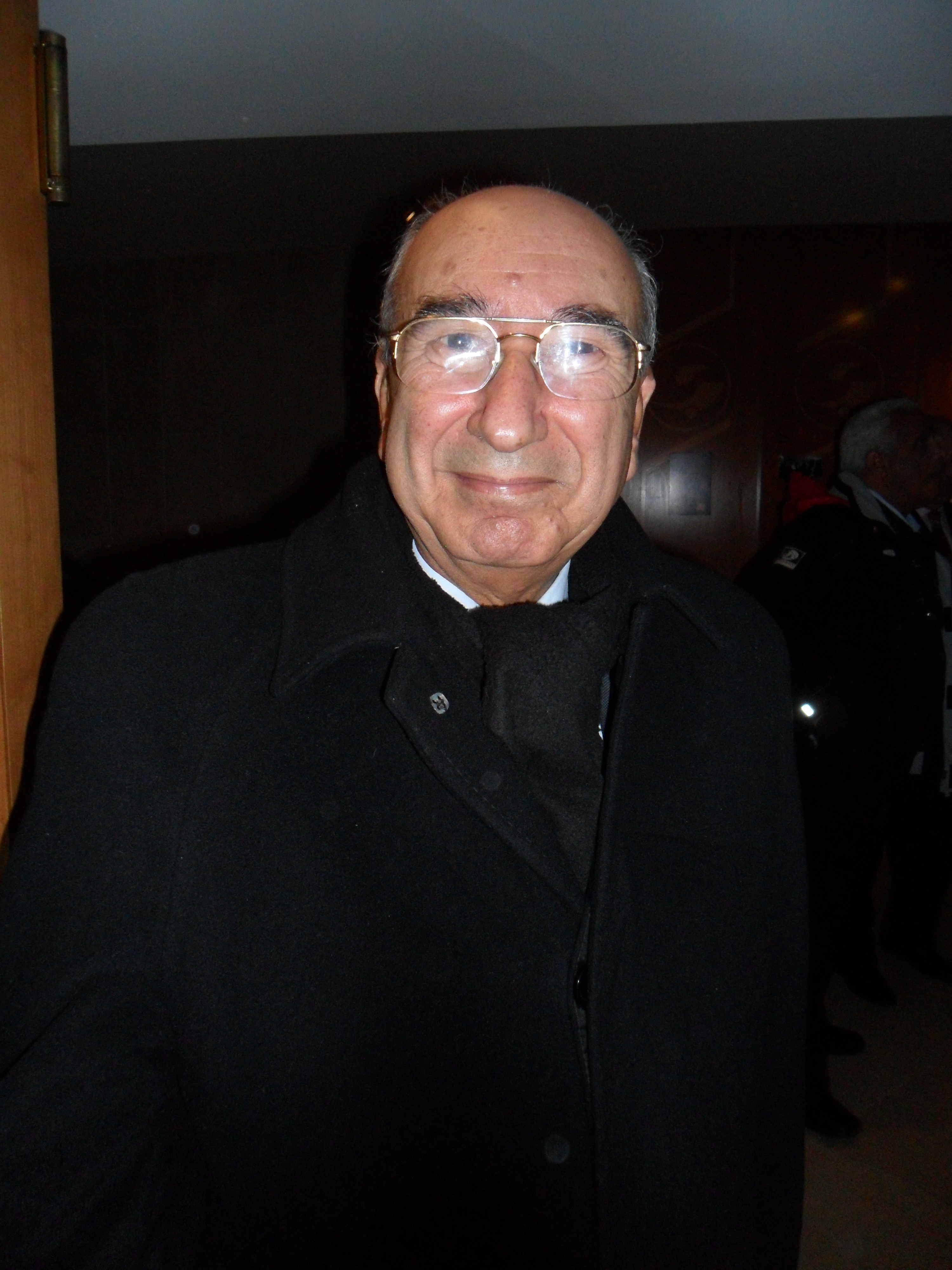
Mustapha Masmoudi

Algunos de los miembros de la comisión que redactó el Informe Macbride, como Jan Pronk o Mustafá Masmoudi entendían que la NOMIC era parte inseparable de la iniciativa denominada Nuevo Orden Económico Internacional, argumentando que el desequilibrio en el acceso a la información era producto del desigual grado de desarrollo entre unos países y otros. Por tanto, a partir de estas aportaciones teóricas, la NOMIC quedaría ligada inseparablemente del Nuevo Orden Económico Internacional.  
Por su parte el Director de la Unesco declaró al terminar la 19º Conferencia General de la organización, que la difusión de la información se realiza en sentido único desde unos pocos países industrializados. 

## Informe Macbride y conclusiones
La fuerte oposición por parte de las organizaciones privadas de medios, acabó relegando el proyecto al olvido. En las décadas siguientes, se cedió la gestión del proyecto a la Unesco, integrando primero y sustituyendo después a la NOMIC en su agenda política por otros temas, como la democratización de la comunicación, la sociedad de la información y la inclusión digital.

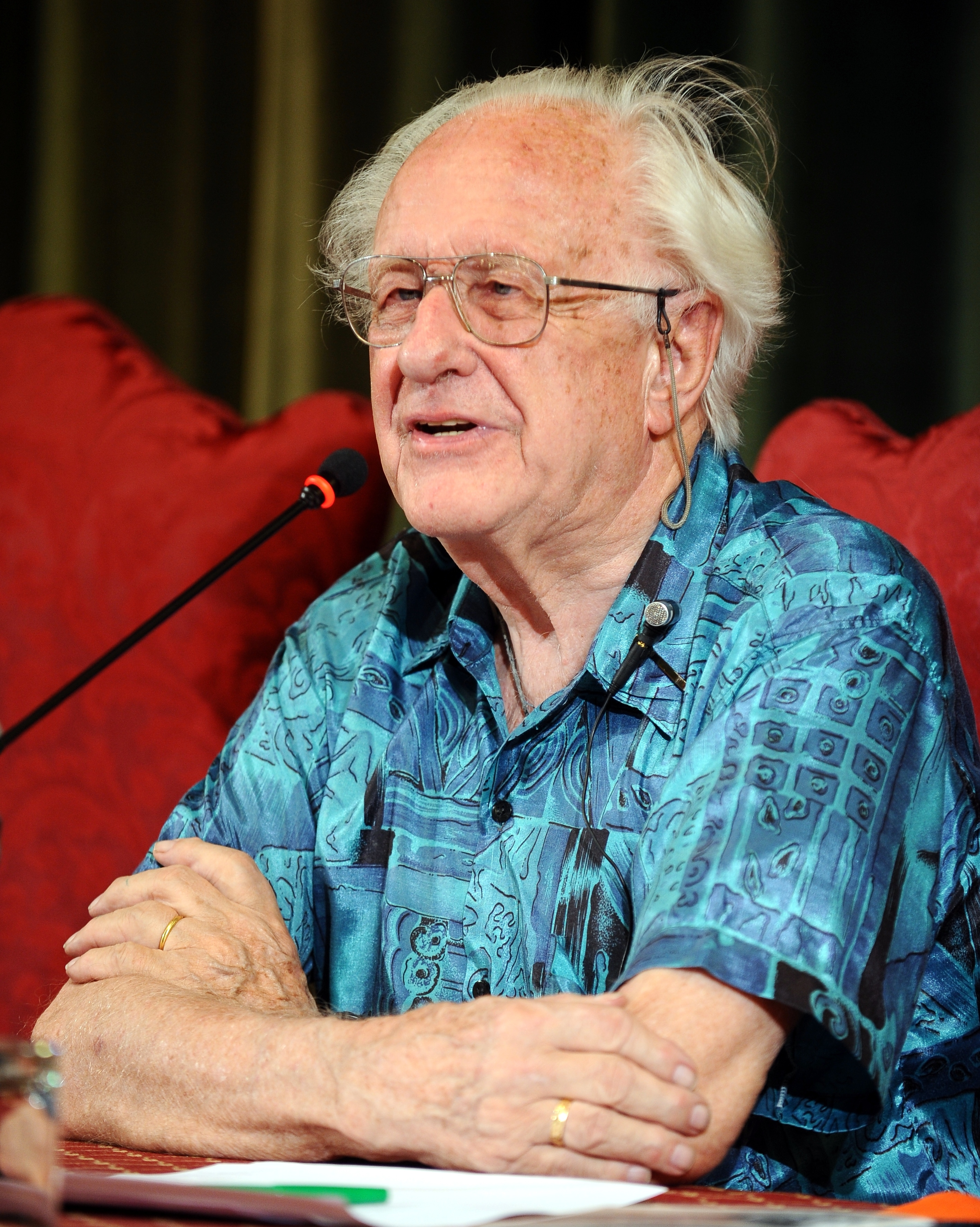
Johan Galtung

El NOMIC fue un referente fundamental en una fase crítica para la transformación de la economía mundial y la regulación en materia de comunicación.